# 梅武永
梅武永（法語：Mévouillon，法語發音：[mevujɔ̃]）是法国德龙省的一个市镇，属于尼永斯区。

## 地理
梅武永（44°14'30"N, 5°27'52"E）面积29.09 平方千米，位于法国奥弗涅-罗讷-阿尔卑斯大区德龙省，该省份为法国东南部内陆省份，北起顺时针与伊泽尔省、上阿尔卑斯省、上普罗旺斯阿尔卑斯省、沃克吕兹省和阿尔代什省接壤。
与梅武永接壤的市镇（或旧市镇、城区）包括：勒沙托自由城、欧朗、巴雷德利乌尔、乌韦兹河畔蒙托邦、蒙布兰莱班、里翁 (德龙省)、拉罗谢特迪比、梅乌日河畔韦尔斯。

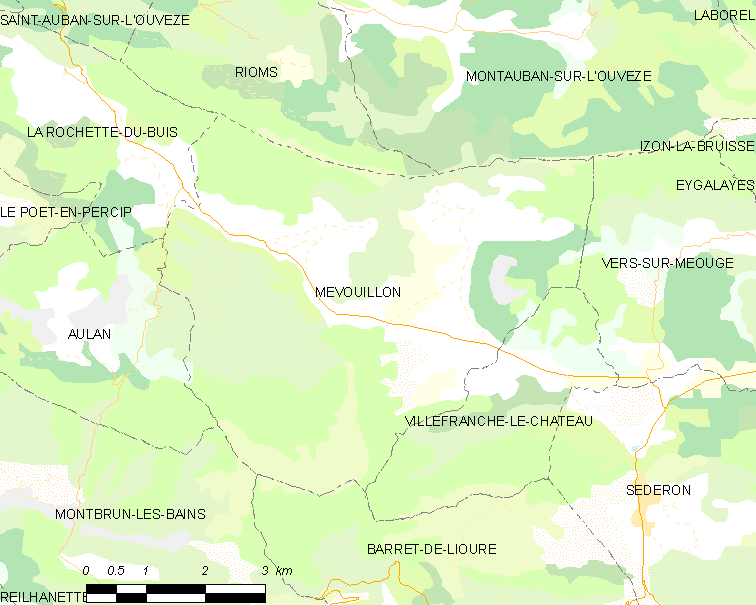
梅武永的OSM定位图

梅武永的时区为UTC+01:00、UTC+02:00（夏令时）。

## 行政
梅武永的邮政编码为26560，INSEE市镇编码为26181。

## 政治
梅武永所属的省级选区为尼永斯-巴罗尼县。

## 人口

1962-2008年间梅武永人口变化图示

梅武永于2022年1月1日时的人口数量为239人。